# 华纳音乐中国
华纳音乐中国（英語：Warner Music China），又名华纳音乐北京，为华纳音乐集团在中国内地的子公司，主要营业项目为音乐制作、出版及发行。

## 沿革
1999年底，华纳音乐与中国麦田音乐合作成立"华纳麦田"，制作发行麦田旗下老狼、叶蓓和朴树等歌手的专辑。随后，华纳·麦田陆续制作发行了汪峰、达达乐队、周迅和金海心等歌手的专辑。2004年，麦田音乐结束与华纳的合作，华纳·麦田品牌被解散，华纳在中国内地的子公司正式更名为华纳唱片中国。

## 旗下艺人

### 男艺人
- 林志穎
- 蔡旻佑
- 李承铉
- 金志文
- 林峯
- Dough-Boy
- 唐汉霄
- 陆思恒
- 孙郎朗
- 李炎欣
- 王唯乐（海葵音乐合作签约艺人）
- 何佳乐
- step.jad依加
- 时尚（匠星娱乐合作签约艺人）
- Ty.（JUUICE厂牌）
- Thomeboydontkill
- 陈思键
- OB03
- 闫泽欢
- 八口8uck
- 费启鸣
- MAC OVA SEAS
- 周傳雄
- 张艺兴（专辑战略合作）
- Kiv
- 李大奔
- 陈立农
- 符龙飞
- 林渝植
- 祝梓
- 邵子恒

### 女艺人
- 黃霄雲
- 吉克隽逸
- 金池
- Vava
- 弦子
- 江美琪
- 蕭亞軒
- 大籽（海葵音乐合作签约艺人）
- 曾溯恕
- 董书含
- 冯家妹
- 魏恩佳
- 徐碧珩
- 卢靖姗
- 徐梦洁
- 范丽娜
- 谢可寅
- 邹沛沛

### 组合
- 原子邦妮
- OB03

## 已约满艺人

### 男
- 朴树（1999年随麦田音乐签约，2009年解约，2014年加盟地球娱乐）
- 老狼（2000年随麦田音乐签约，2009年解约）
- 汪峰（2000年随普涞文化签约，2005年转至创盟音乐，2007年转至大国文化，2011年转至风华秋实，2014年转至碧峰怡竹）
- 张亚东（2000年随普涞文化签约，2005年自立东乐唱片）
- 陈思诚（2001年签约，2007年转至华谊兄弟）
- 王珏（2002年随明瑛唱片签约，2003年解约）
- 吴建飞（2007年签约，2008年转至种子音乐）
- 黄阅（2009年签约，2012年解约）
- 刘凤瑶（2010年签约，2020年解约）
- 乔任梁（2012年签约，2016年离世）
- 关喆（2013年签约，2020年解约）
- 张峡浩（2014年签约，2017年解约）
- 王矜霖（2014年签约，2017年解约）
- 魏晨（2015年签约，2016年解约）
- 齐一（2017年签约，2023年解约）
- 康树龙（2019年签约，2021年解约）
- 邓典果DDG（JUUICE厂牌，2022年解約，2024年转至環球唱片）
- MULA SAKEE（2023年解約，2024年转至聯眾唱片）

### 女
- 叶蓓（2000年随麦田音乐签约，2007年转至银基一帮行，2017年加盟地球娱乐）
- 周迅（2001年签约，2006年转至华谊兄弟）
- 金海心（2002年签约，2008年转至华友金信子，2012年转至伟大文化，2013年自立金海心音乐工作室）
- 范冰冰（2003年签约，2006年解约）
- 王婧（2004年签约，2009年转至东方风行）
- 陈好（2004年签约，2005年转至艾回唱片，2008年转至大国大熊星，2009年转至乐华娱乐）
- 秦海璐（2006年签约，2008年解约）
- 娄艺潇（2017年签约，2020年解约）
- 徐歌阳（2019年签约，2021年解约）
- 李玟（2022年簽約，2023年離世）
- 袁娅维（2013年签约，2023年转至騰訊音乐）
- 文文（2017年签约，2023年转至索尼音乐）
- 薛凱琪（2020年签约，2023年转至騰訊音乐）
- 楊千嬅（2022年签约，2024年转至環球唱片）

### 组合
- 达达乐队（2000年签约，2005年解散，2019年复出加盟摩登天空）
- E乐队（2003年签约）
- 美眉组合（2003年签约，2006年解散）
- A-OK乐队（2005年签约）

### 虚拟艺人
- 转世虚拟猫（2023年签约，2024自组金蒜瓣文化）